# Stegocintractia junci
Stegocintractia junci är en svampart som först beskrevs av Ludwig David von Schweinitz, och fick sitt nu gällande namn av M. Piepenbr. 2000. Stegocintractia junci ingår i släktet Stegocintractia och familjen Anthracoideaceae.   Inga underarter finns listade i Catalogue of Life.